# Conus saragasae
Conus saragasae é uma espécie de gastrópode do gênero Conus, pertencente a família Conidae.

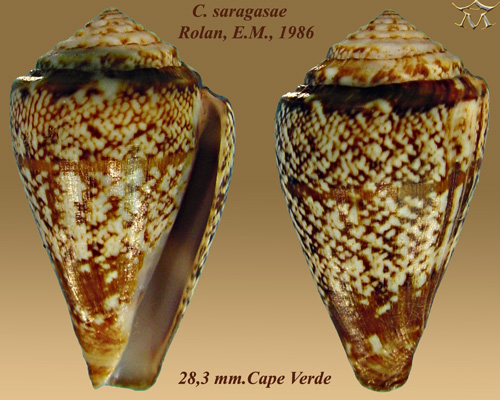